# KkStB 1.3
Die kkStB 1.3 waren Dampftriebwagen der k.k. Staatsbahnen (kkStB).

## Geschichte
Für die Lokalbahn Saitz–Czeicz–Göding beschaffte die kkStB 1909 bei Komarek und der Brünn-Königsfelder Maschinenfabrik, die den wagenbaulichen Teil lieferte, zwei Dampftriebwagen, die als 1.301–302 bezeichnet, ähnlich der Reihe 1.4 waren, aber höhere Leistung und eine Zwillingsmaschine hatte.
Die ursprüngliche Achsfolge B1 bewährte sich nicht.
Wegen übermäßigen Verschleißes des Spurkranzes wurden die beiden Triebwagen auf die Achsfolge 1B1 umgebaut. Bei dieser Gelegenheit wurden auch die Wasserbehälter vergrößert. Trotzdem erfüllten die Fahrzeuge nicht die an sie gestellten Anforderungen. Ein großes Problem war die für Dampfmaschinen schlechte Wasserqualität in Südmähren und die Unzugänglichkeit der Rohre, die man daher nur schlecht reinigen konnte. Da die Triebwagen nur für den Personenverkehr eingesetzt werden konnten, entsprachen sie auch nicht der damaligen Praxis gemischte Züge (GmP) zu führen.
Nach dem Ersten Weltkrieg kamen beide Fahrzeuge zur ČSD, die sie als M 212.001–002 bezeichnete, aber bereits 1925 ausmusterte.